# Aquarelldruck
Als Aquarelldruck, auch Citochromdruck, chromolithographischer Druck, Lithochromie wurde ein mehrfarbiger Steindruck bezeichnet, bei dem zunächst die dunklen Zeichnungspartien und anschließend lasierend, aquarellartig die Farbpartien übereinander gedruckt werden. Oft wurde dabei auf Aquarellpapier gedruckt, um Aquarelle täuschend echt nachzuahmen.